# Bodanäsasjön
Bodanäsasjön är en sjö i Nässjö kommun i Småland och ingår i Emåns huvudavrinningsområde. Sjön har en area på 0,865 kvadratkilometer och ligger 268,9 meter över havet. Sjön avvattnas av vattendraget Bodanäsån.

## Delavrinningsområde
Bodanäsasjön ingår i det delavrinningsområde (638583-143606) som SMHI kallar för Utloppet av Bodanäsasjön. Avrinningsområdets medelhöjd är 280 meter över havet och ytan är 4,97 kvadratkilometer. Räknas de 2 delavrinningsområdena uppströms in blir den ackumulerade arean 31,44 kvadratkilometer. Bodanäsån som avvattnar avrinningsområdet har biflödesordning 2, vilket innebär att vattnet flödar genom totalt 2 vattendrag innan det når havet efter 222 kilometer. Delavrinningsområdet består mestadels av skog (52 procent) och jordbruk (16 procent). Avrinningsområdet har 0,86 kvadratkilometer vattenytor vilket ger det en sjöprocent på 17,3 procent.